# Vladimir Grigorev
Vladimir Viktorevitsj Grigorev (Russisch: Владимир Викторович Григорьев) (Sjostka, 8 augustus 1982) is een Russisch shorttracker. Bij het shorttrack op de Olympische Winterspelen 2014 in eigen land won Grigorev goud op de relay en zilver op de 1000 meter.

## Palmares

### Wereldkampioenschappen
Debrecen 2013
 5000m aflossing (met Viktor An, Semjon Jelistratov en Vjatsjetslav Koerginian)

### Europese Kampioenschappen
Turijn 2005
 5000m aflossing
Heerenveen 2011
 5000m aflossing (met Semjon Jelistratov, Jevgeni Kozoelin en Sergej Prankevitsj)
Mlada Boleslav 2012
 5000m aflossing (met Semjon Jelistratov, Jevgeni Kozoelin en Viacheslav Koerginian)
Malmö 2013
 500m
 5000m aflossing (met Jevgeni Kozoelin, Viktor An en Semjon Jelistratov)
 Eindklassement
Dresden 2014
 5000m aflossing (met Dimitri Migoenov, Viktor An en Semjon Jelistratov)
 500m
 1000m

### Wereldbeker
2011/2012
 500m (1), in Saguenay
 5000m aflossing (met Jevgeni Kozoelin, Vjatsjetslav Koerginian en Semjon Jelistratov), in Saguenay
 5000m aflossing (met Jevgeni Kozoelin, Vjatsjetslav Koerginian en Semjon Jelistratov), in Nagoya
2012/2013
 1000m (1), in Calgary
 500m , in Calgary
 5000m aflossing (met Viktor An, Semjon Jelistratov en Vjatsjetslav Koerginian), in Calgary
 500m, in Shanghai
2013/2014
 500m, in Shanghai
 5000m aflossing (met Viktor An, Semjon Jelistratov en Roeslan Zacharov), in Turijn
 1000m, in Turijn
 500m, in Kolomna
 5000m aflossing (met Viktor An, Semjon Jelistratov en Dmitri Migoenov), in Kolomna
 500m, eindklassement

### Olympische spelen
Sotsji 2014
 1000m
 5000m aflossing
1992: Kim, Lee, Mo, Song ·
1994: Carnino, Fagone, Herrnhof, Vuillermin ·
1998: Bédard, Campbell, Drolet, Gagnon ·
2002: Bédard, Gagnon, Guilmette, Tremblay, Turcotte ·
2006: Ahn, Lee, Seo, Song ·
2010: Bastille, Ch. Hamelin, F. Hamelin, Jean, Tremblay ·
2014: An, Grigorev, Jelistratov, Zacharov ·
2018: S. Liu, S.S. Liu, Knoch, Burján ·
2022: Ch. Hamelin, Dubois, Pierre-Gilles, Dion